# Caralluma adscendens
Caralluma adscendens ist eine Pflanzenart aus der Gattung Caralluma innerhalb der Familie der Seidenpflanzengewächse (Apocynaceae). Ihr natürliches Verbreitungsgebiet liegt in Indien und Sri Lanka sowie in Arabien und Nordafrika.

## Beschreibung

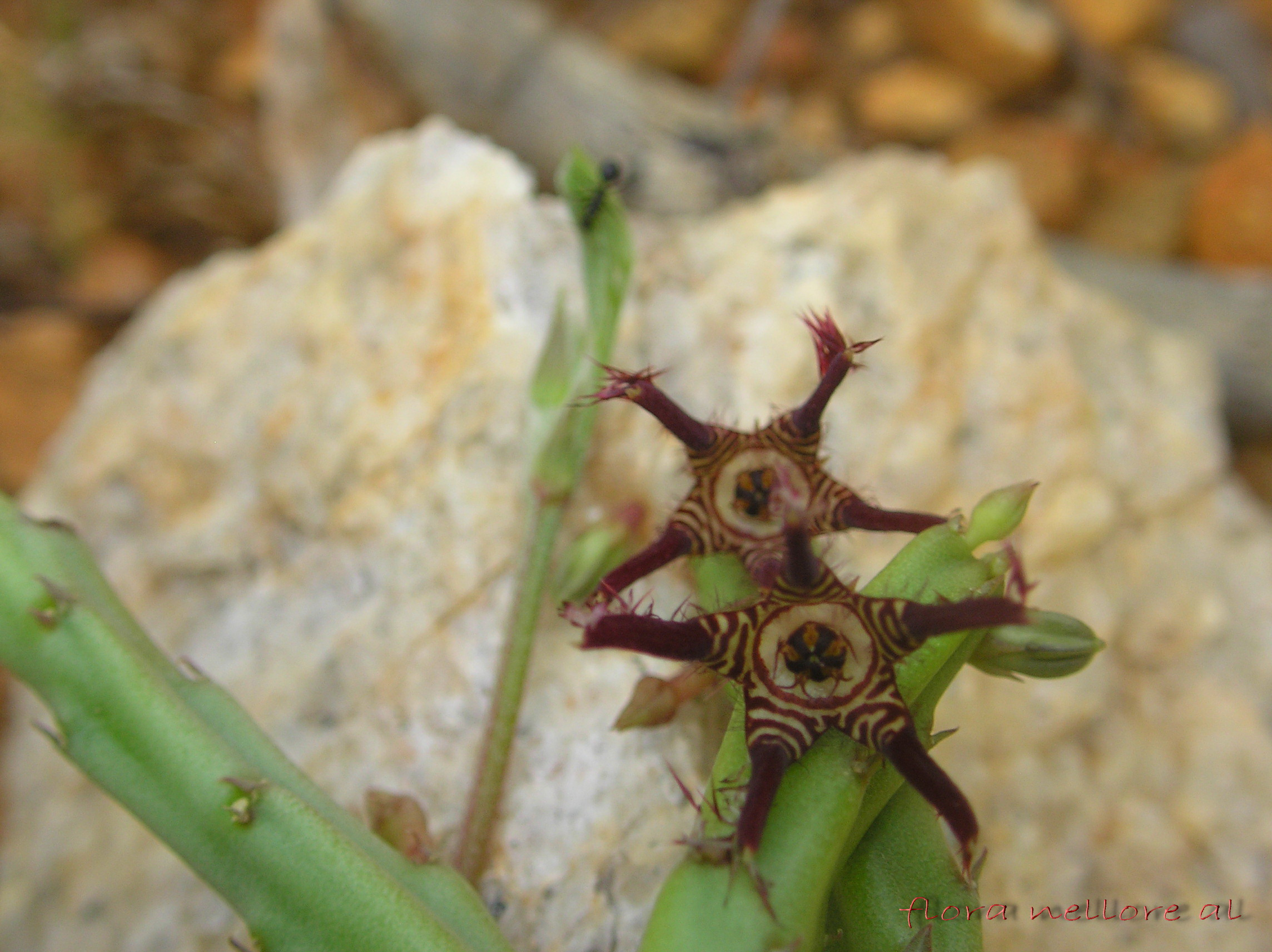
Sprossachsen und radiärsymmetrische Blüten

### Vegetative Merkmale
Bei Caralluma adscendens handelt es sich um eine ausdauernde, sukkulente Pflanze mit kriechenden und am Ende aufgerichteten sukkulenten, vierkantigen Stängeln, die eine Länge von 30 bis 65 Zentimeter erreichen. Je nach Varietät ist die Pflanze reich verzweigt bis nahezu oder ganz unverzweigt und die Stängel stumpf- bis scharfkantig. Der Stängel ist grün gefärbt, oft zur Spitze hin rötlich. Die Laubblätter sind zu lanzettlichen Schuppenblättern reduziert, die konischen Tuberkeln an den Stängelkanten aufsitzen, sie sind nur an jungen Trieben vorhanden und fallen später ab.

### Generative Merkmale
Die Blüten sitzen einzeln oder in armblütigen Blütenständen zu zweit bis dritt in den Blattachseln, auf bleibenden, tuberkel-artigen Auswüchsen. Die aufrechten oder hängenden Blüten sitzen auf 1 bis 4 Millimeter langen, dünnen, Blütenstängeln. Die zwittrigen Blüten sind bei einem Durchmesser von etwa 2,5 Zentimetern radiärsymmetrisch und fünfzählig. Die Kelchzipfel sind lanzettlich bis eiförmig, sehr kurz und braun gefärbt. Die lanzettlichen Kronzipfel sind basal gelblich bis grünlich gefärbt mit dunkel-purpurfarbener Querstreifung oder purpurfarbenen Flecken, in der Endhälfte purpurfarben oder braun. Die Kronblätter sind ausgebreitet oder etwas glockenförmig zusammenneigend, ihre äußeren Abschnitte sind behaart. Caralluma adscendens kann ganzjährig blühen.

## Systematik
Von Caralluma adscendens gibt es folgende Varietäten:
- Caralluma adscendens (Roxb.) Haw. var. adscendens[4]
- Caralluma adscendens var. attenuata (Wight) Grav. & Mayur.[5]
- Caralluma adscendens var. bicolor (V.S.Ramach., S.Joseph, H.A.John & Sofiya) Karupp., Ugraiah & Pull.[6]
- Caralluma adscendens var. carinata Gravely & Mayur.[6][7]
- Caralluma adscendens var. fimbriata (Wall.) Gravely & Mayur.[8]
- Caralluma adscendens var. geniculata Gravely & Mayur.[9]
- Caralluma adscendens var. gracilis Gravely & Mayur.[10]

## Nutzung

### Lebensmittel
Caralluma adscendens diente in den ländlichen Gebieten Indiens über Jahrhunderte als wichtiges Lebensmittel. Nach wie vor gilt sie als „Arme-Leute-Essen“ (so genanntes famine food), das roh oder als gewürztes Wildgemüse oder als Beigabe für Chutneys und Pickles verzehrt wird. Caralluma adscendens findet sich oft am Straßenrand und eignet sich auch zur Grenzmarkierung.

### Nahrungsergänzungsmittel
Die von Konsumenten beschriebene hungerstillende Wirkung von Caralluma adscendens nahmen Anbieter von Diätpillen zum Anlass, ihre Produkte als Caralluma-fimbriata-haltige Wundermittel zur Gewichtsabnahme zu vermarkten. Diese Wirkung ist für den Verbraucher mit Vorsicht zu genießen, da ein pflanzlicher Wirkstoff mit nennenswerten gewichtsregulierenden Eigenschaften nur eine Zulassung als Arzneimittel erhalten würde. Eine Zulassung als Nahrungsergänzungsmittel besagt lediglich, dass keine lebensmittelrechtlichen Einwände vorliegen.

## Inhaltsstoffe
Die wesentlichen Inhaltsstoffe von Caralluma adscendens sind Flavonoide, andere Glycoside und Saponine. Zur Abwehr gegen Pilzbefall bildet Caralluma adscendens Hesperidin.